# Anders Hall
Anders Tore Hall, född 26 juli 1972 i Norra Fågelås församling, är en svensk ämbetsman och moderat politiker. Han är statssekreterare hos migrationsministern i justitiedepartementet sedan 2022.

## Biografi
Hall var tidigare utvecklingschef vid Nationella operativa avdelningen inom Polismyndigheten. Han var innan dess chef för polisavdelningen inom Rikspolisstyrelsen 2012-2014. Dessförinnan arbetade han som stabschef på Justitiedepartementet hos justitieminister Beatrice Ask 2006-2011. Hall var tidigare konsult på PR-byrån Kreab.
Hall var under studietiden ordförande för Fria Moderata Studentförbundet och vice ordförande för European Democrat Students, EDS.
Anders Hall har sina rötter i Hjo och växte upp i Karlstad. Han kandiderade till riksdagen för moderaterna i Stockholms stad 2006.